# 리시밍 (해군)
리시밍(중국어 정체자: 李喜明, 병음: Lî Xîmíng, 한자음: 이희명, 1955년 6월 24일 ~ )은 중화민국의 해군 2급 사령관(퇴역)이자 전략학자이다.